# Tales from the Strip
Tales From The Strip är ett album av L.A. Guns som släpptes i augusti 2005.

## Låtlista
1. "It Don't Mean Nothing"
2. "Electric Neon Sunset"
3. "Gypsy Soul"
4. "Original Sin"
5. "Vampire"
6. "Hollywood's Burning"
7. "6.9 Earthshaker"
8. "Rox Baby Girl"
9. "Crazy Motorcycle"
10. "Skin"
11. "Shame"
12. "Resurrection"
13. "Amanecer"
14. (Can't Give You) Anything Better Than Love

## Medverkande
- Phil Lewis - sång
- Stacey Blades - gitarr
- Adam Hamilton - bas
- Steve Riley - trummor